# هيلدا تابا
هيلدا تابا (7 ديسمبر 1902 في كوراستي، محافظة ليفونيا - 6 يوليو 1967 في سان فرانسيسكو، كاليفورنيا) كانت مهندسة معمارية، ومنظرة للمناهج، ومطورة مناهج، ومدربة معلمين. ولدت تابا في قرية كوراستي الصغيرة، إستونيا. كان اسم والدتها ليزا ليهت، وكان والدها مدير مدرسة اسمه روبرت تابا. بدأت هيلدا تابا تعليمها في مدرسة أبرشية كانيبي. ثم التحقت بمدرسة فورو الثانوية للبنات وحصلت على درجة البكالوريوس في اللغة الإنجليزية والفلسفة من جامعة تارتو. عندما أتيحت الفرصة لتابا لحضور كلية برين ماور في بنسلفانيا، حصلت على درجة الماجستير. بعد الانتهاء من شهادتها في كلية برين ماور، التحقت بكلية المعلمين في جامعة كولومبيا. تقدمت بطلب للحصول على وظيفة في جامعة تارتو ولكن تم رفضها لأنها أنثى، لذلك أصبحت مديرة المناهج في مدرسة دالتون في مدينة نيويورك. في عام 1951، قبلت تابا دعوة لتصبح أستاذة في كلية ولاية سان فرانسيسكو، المعروفة الآن باسم جامعة ولاية سان فرانسيسكو.